# زمین‌لرزه‌های تبریز
تبریز همیشه یکی از شهرهای بزرگ و مهم و تاریخی ایران است که در سدهٔ هشتم پیش از میلاد بنیان نهاده شده‌است. این شهر همواره به‌عنوان مرکز منطقهٔ آذربایجان شناخته می‌شود. شهر تبریز در طول تاریخ بارها بر اثر زمین‌لرزه‌های مهلک و ویرانگر نابود شده و ازنو ساخته شده‌است. ازجمله بزرگترین زمین‌لرزه ایران در ۱۸ دی ۱۱۵۸ که با بزرگای Ms=7.7 در تبریز رخ‌داد و تقریبا تمامی شهر را ویران‌کرد و حدود ۴۰۰ روستا را درهم‌کوبید.

## زمین‌لرزه‌های تاریخی

### نخستین (۸۵۸)
تبریز در سال ۸۵۸ میلادی (۲۴۴ هجری) یکی از شهرهای کوچک آذربایجان بود و پس از شهرهای اردبیل، بردعه، ورثان، سراو، برزند و مرند، به‌عنوان هفتمین شهر این منطقه شناخته می‌شد. در این سال نخستین زمین‌لرزهٔ هولناک و بسیار شدید که در کتاب‌ها و جراید تاریخی نیز به آن اشاره شده، این شهر را با خاک یکسان کرد. حمدالله مستوفی در سال ۷۴۰ هجری در کتاب نزهةالقلوب دربارهٔ این زمین‌لرزه می‌نویسد:
در سنهٔ اربع و اربعین و مأتین به‌عهد متوکل خلیفهٔ عباسی به زلزله خراب شد. خلیفه آن را به حال عمارت آورد.

### دومین (۱۰۴۲)
پس از وقوع نخستین زمین‌لرزهٔ تاریخی تبریز در سال ۸۵۸، این شهر رفته‌رفته روبه آبادانی نهاد و گسترش یافت؛ چراکه درحالی که ابن حوقل و اصطخری در اوایل و اواسط سدهٔ چهارم هجری، این شهر را یکی از شهرهای کوچک آذربایجان دانسته بودند، ابن مسکویه ۸۰ سال بعد و در سال ۳۳۰ هجری در کتاب «تجارت‌الأم و تعاقب‌الهمم» تبریز را این‌چنین توصیف می‌کند:
شهری است بزرگ و باروی استوار دارد و پیرامون آن بیشه‌ها و درختان فراوان است. شهری استوار و مردمانش دلیران و توانگرانند.
این زمین‌لرزه ۱۹۰ سال پس از نخستین زمین‌لرزهٔ شدید تبریز و در سال ۱۰۴۲ (۴۳۴ هجری) رخ داده‌است. رکن‌الدین خویی در کتاب «مجمع ارباب‌الملک» و احمد غفاری در کتاب «تاریخ نگارستان» نخستین کسانی هستند که در رابطه با این زمین‌لرزه مطلب نوشته‌اند. بنابه گفتهٔ آنان، این زمین‌لرزه در شب جمعه مورخ ۱۷ اکتبر ۱۰۴۲ (۱۴ صفر) روی داده و بسیاری از مردم بر اثر آن کشته و زخمی شده‌اند. پس‌لرزه‌های آن نیز تا یک ماه تبریز را می‌لرزانده‌است.
ابن جوزی در سال ۴۳۴ هجری در کتاب «المنتظم فی تاریخ‌الملوک و الأمم» در این‌باره می‌نویسد:
در تاریخ بیست و نهم جمادی‌الاولی، نامه‌ایی از ابن جعفر ابن الزقی العلوی -نقیب موصل- رسید که در آن نوشته بود: آگاهی‌های صحیحی دریافت داشته دربارهٔ زمین‌لرزهٔ سخت تبریز که قلعه و سور و دور و خانه‌ها و گرمابه‌ها و بازارها، بیش‌تر دارالإماره را ویران ساخته‌است و امیر از این زمین‌لرزه جان بدر برده؛ چون آن روز در باغی بوده‌است و لشکریانش نیز به سلامت مانده‌اند؛ زیرا آنان را به جنگ برادرش فرستاده بود. چون مردگان را که زیر آوارها مانده بودند شمار کردند، نزدیک به پنجاه هزار تن آدمی بود.
ناصرخسرو که در سال ۴۳۸ هجری از تبریز بازدید کرده، در سفرنامه‌اش دربارهٔ این زمین‌لرزه می‌نویسد:
مرا حکایت کردند که بدین شهر زلزله افتاد، شب پنجشنبه هفدهم ربیع‌الاول سنهٔ اربع و ثلاثین و اربعمائه و در ایام مسترقه بود، پس از نماز خفتن. بعضی از شهر خراب شده بود و بعضی دیگر را آسیبی نرسیده بود و گفتند چهل هزار آدمی هلاک شده بودند.

### سومین (۱۲۷۲)
در دوران حکومت ایلخانان و در سال ۱۲۷۲ (۶۷۱ هجری) سومین زمین‌لرزهٔ بزرگ تبریز را لرزاند. رشیدالدین فضل‌الله همدانی در کتاب جامع‌التواریخ در سال ۷۰۴ هجری در این‌باره می‌نویسد:
در شهور سنهٔ احدی و سبعین و ستمایه در صمیم زمستان به محروسهٔ تبریز زلزلهٔ عظیم حادث شد و تا چهار ماه گاه‌گاه زمین حرکت می‌کرد.

در کتاب جامع‌التواریخ چاپ بهمن کریمی نیز در این‌باره این‌چنین نوشته شده‌است:
در تاریخ سنهٔ احدی و سبعین و ستمایه در زمستان در تبریز زلزلهٔ سخت حادث شد؛ چنان‌که سر منارها افتاد و خانه‌ها خراب شد.

### چهارمین (۱۶۴۱)
چهارمین زمین‌لرزهٔ بزرگ تبریز در سال ۱۶۴۱ (۱۰۵۰ هجری) روی داده و خسارت‌های فراوانی را به‌بار آورده‌است. این زمین‌لرزه در شامگاه جمعه مورخ ۴ ذیقعده سال ۱۰۵۰ و در یکی از روزهای سرد زمستانی رخ داده‌است. مینورسکی در تاریخ تبریز، این زمین‌لرزه را از قول آراکیل تبریزی یاد کرده‌است.
احمد کسروی در این‌باره می‌نویسد:
خبر این حادثه را آراکل داوریژتسی، تاریخ‌نگار ارمنی که در سده ۱۷ میلادی می‌زیسته‌است، در کتاب خود به تفصیل بسیار نگاشته‌است: در سخت‌ترین روزهای زمستان، در هنگامی که برف از آسمان می‌ریخته و مردم خویشتن را به پناه خانه‌ها کشیده بودند، ناگهان زمین چنان می‌لرزد که در یک آن، همهٔ پست و بلند شهر یکسان می‌نماید. در این حادثه‌است که کوشک پادشاهی «شام‌غازان» که از زمان غازان‌خان به یادگار مانده و یکی از باشکوه‌ترین عمارت‌های تاریخی ایران به‌شمار بوده، از هم فروریخته، جز یک مشت ویرانه، نشانی از آن بازنمی‌ماند. هم‌چنین مسجد تاریخی «استاد و شاگرد» و دیگر مسجدها که هرکدام یادگار پادشاهی یا وزیری بود، همه ویرانه می‌شود. آراکیل می‌نویسد: روز نخست که این لرزش زمین روی داد، در بیرون شهر به ویژه در خسروشاه و اسکو، همهٔ آبادی‌ها ویرانه شدند و یک دهی که بر سر کوهی نهاده بود، پاک به زمین فرورفت و از کوه‌ها چشمه‌های سیاه روان شدند. روز سوم که لرزش سخت دیگری روی داده، این چشمه ناپیدا گشته، چشمه‌های سیاه دیگری ازنو پیدا شدند. می‌گوید: این زمین‌لرزه تا شش‌ماه دوام داشت؛ بدین‌سان که تا دوماه در شبانه‌روز چندبار لرزش روی می‌داد، سپس کم‌تر شده در شبانه‌روز یک‌بار روی می‌داد تا پس از شش‌ماه دیگر روی نداد.

در یکی از گزارش‌های دورهٔ صفویان دربارهٔ این زمین‌لرزه این‌چنین آمده‌است:
تفصیل واقعهٔ زلزله که در تاریخ عصر یوم‌الجمعه چهارم ذیقعدةالحرام سنهٔ ۱۰۵۰ در دارالسلطنهٔ تبریز واقع ش، و محرر این حروف محمد نصیر صاحب توجیه نواب مستطاب معلی القاب عالمیان مآب عالیجاهی رستم‌خان سپهسالار ایران با سایر نویسنده‌های سرکار معظم‌الیه بجهة تشخیص نسخهٔ مذکور مقرر بودیم و بعد از اتمام نسخه، معروضه نوشته به خدمت بندگان نواب اشرف اقدس ارفع (شاه صفی) فرستادند. آنچه منزل به منزل در شهر و نواحی واقع شده، بدین موجب است: آنچه در بلده و نواحی که از خرابی دیوار و خانه متوفی شده بودند، سوای جمعی که صاحب نداشتند و مشخص نبودند و جمعی مجروح بودند، به قلم درنیامد. مرد: ۵٬۹۸۴ نفر، زن: ۵٬۱۴۴ نفر، پسر و دختر ۱٬۴۸۵ نفر. بابت خانه که خراب شده، سوای جدار و مساجد و بقاع و دکاکین و خانات، دوانزده هزار و نهصد و هشتاد و دو باب. بابت بلده که منازل آن در جزو مشخص شده: چهارده هزار و نود و پنج باب. خراب: دوهزار و شصت و چهار باب. شکسته: دوهزار و سی و یک باب. نواحی که خانه‌های در جزو مشخص نبود: هشت هزار و پانصد و بیست و پنج باب.

در کتاب «ذیل تاریخ عالم‌آرای عباسی» در این‌باره این‌چنین نوشته شده‌است:
وهم در این سال در حدود خطهٔ طرب‌انگیز دارالسلطنهٔ تبریز و دهخوارقان به آفت زلزله و انهدام بنیان ابنیه و عمارات، دوازده هزار کس از زن و مرد و خرد و بزرگ و پیر و جوان سر در مغاک خاک کشیده، سایر مردمان از آن آفت شدید ایمن گردیدند و خرابی ابنیه و عمارات بسیاری از قرا و مزارع آن دیار به جایی رسید که دور و قصور رفیعه تودهٔ خاک گردیده و از ساکنانش، ساکن داری و نافخ ناری نماند.

### پنجمین (۱۶۵۰)
در سال ۱۶۵۰ (۱۰۶۰ هجری) پنجمین زمین‌لرزهٔ بزرگ در تاریخ تبریز به‌وقوع پیوست. احمد کسروی در این‌باره می‌نویسد:
پس از نه سال حادثه، زمین‌لرزهٔ بسیار سخت در تبریز روی داده، آسیب فراوان می‌رساند.

### ششمین (۱۷۲۱)
ششمین زمین‌لرزهٔ تاریخی تبریز در سال ۱۷۲۱ روی داد. این زمین‌لرزه در ماه جمادی‌الثانی سال ۱۱۳۳ هجری شروع شده و تا ماه محرم سال سال ۱۱۳۴ هجری ادامه یافت و خرابی‌های بسیاری را موجب شد. در یکی از اسناد موجود در کتابخانهٔ مرکزی دانشگاه تهران به شمارهٔ ۵۶۷۷ در این‌باره نوشته شده‌است:
از غرایب زلزلهٔ تبریز آن‌که در سنهٔ ۱۱۳۳ اودئیل در بیست و هشتم شهر جمادی‌الثانی روز دوشنبه، دو ساعت و نیم از روز گذشته، زلزلهٔ عظیم شد که تبریز بالکلیه منهدم گردید که دیگر عمارت نماند. در آن وقت قریب به چهل و پنجاه هزار خانه خراب شده بود، سوای مساجد و رباط و حمام و بازار. تخمیناً به‌قول تبریزیان، شصت هزار کس فوت شده بود، سوای مردم غریب که از تمامی ممالک محروسه در آن‌جا آمده بود و از ایشان در بازار و حمام قریب به چهل هزار کس فانی شده که مجموع صد هزار کس باشد.

«میرزا محمدحسن زنوزی» در سال ۱۲۱۶ هجری در کتاب «ریاض‌الجنه» دربارهٔ این زمین‌لرزه می‌نویسد:
کاتب‌الحروف گوید که سه سال پیش از استیلای رومیه (ترکان عثمانی) بدارالسلطنهٔ تبریز، بیست و هشتم شهر جمادی‌الثانیه، یوم یکشنبه یک‌ساعت و نیم از روز گذشته، سنهٔ هزار و صد و سی و سهٔ هجری (۱۶ آوریل ۱۷۲۱ م) زلزلهٔ عظیم در تبریز اتفاق افتاد و جمع کثیر از ذکور و اناث هلاک شدند و به اکثر ابنیهٔ عالیه از مساجد و مدارس و مقابر شکست فاحش و ظاهر راه یافت، نهایت بالمره منهدم نگردید.

«اوژن فلاندن» پس از سفر به ایران در بین سال‌های ۱۸۴۰ و ۱۸۴۱، دربارهٔ این زمین‌لرزه می‌نویسد:
سخت‌ترین آن‌ها در سال ۱۷۲۱ اتفاق افتاده و هشتادهزار نفر جمعیت این شهر را از بین برده‌است. این واقعه در زمان شاه سلطان حسین و به وقتی است که این شاهزادهٔ تیره‌بخت می‌خواست سلطنت را به یک افغان فتنه‌جو که در این وقت اصفهان را محاصره کرده بود، واگذار نماید.
اعتمادالسلطنه در کتاب «منتظم ناصری» در این‌باره آورده‌است:
هم در این سال (۱۱۳۴) زلزلهٔ شدیدی در تبریز شده، تمام شهر را خراب کرد و دویست و پنجاه هزار نفر سکنهٔ این شهر تلف شدند... در سنهٔ هزار و صد و سی و چهار، چنان زلزله در تبریز شد که نود هزار کس از شهر و حوالی بدرود جهان خراب گفته و نوعی هوا تیره و تار شد که روشنی آفتاب را کس نمی‌دید.
لرد کرزن در سال ۱۸۹۱ در کتاب «ایران و قضیهٔ  ایران» در این‌باره می‌نویسد:
تاریخ‌نویس معتبر «کروزینسکی» روایت می‌کند که در زلزلهٔ ۱۷۲۱ م، ۸۰٬۰۰۰ تن به خاک هلاک افتادند.

### هفتمین (۱۷۷۴)
زمین‌لرزهٔ وحشتناک دیگری در سال ۱۷۷۴ سراسر منطقهٔ آذربایجان و به‌خصوص شهر تبریز را لرزاند و از شدت ویرانگری به «بلای وحشتناک» شهرت یافت.

### هشتمین (۱۷۸۰)

براثر زلزله ۱۷۸۰ م. تبربز، گنبدهای مسجد کبود تبریز فرو ریخت. نگارهٔ مسجد کبود، ۱۸۷۲ م. اثر جولز لورنس

در کتاب «ریاض‌الجنه» در این‌باره آمده‌است:
در اواخر سنهٔ هزار و صد و نود و دو و تا اوایل سنهٔ هزار و صد و نود و سه، سه مرتبه درین مابین رجوعاً و استقامه قران نحسین در برج عقرب واقع شد و به تقارن آن مقارنه‌ها امور چندی در عالم کون و فساد اتفاق افتاد که فلک فسادپیشه از این‌قبیل فسادها در اندیشه نداشت. یکی زلزلهٔ تبریز بود که شب شنبه سلخ ذی‌حجةالحرام سنهٔ ۱۱۹۳ تامهٔ  هجری تخمیناً دو ساعت از شب مزبور گذشته، اتفاق افتاد. به مرتبه‌ای انهدام به شهر و نواحی روی داد که مصدوقه و جعلها عالیها سافلها گردید. همهٔ ابنیهٔ عالیه و آثار مستحکمهٔ قدیمه از مدارس و مقابر و معابد و عمارات و رباطات بالمره خراب گردید؛ از آن جمله شنب‌غازان و مسجد صاحب‌الامر و مسجد جهانشاه و مسجد جامع و مدرسهٔ سیدحمزه و مدرسهٔ  صادقیه و طالبیه بود که ثانی‌اثنین یکی از آن‌ها را در کل روی زمین چشم دوربین روزگار ندیده بود، همگی انهدام یافته بی‌اغراق دیواری به بلندی یک وجب نماند و تخمیناً دوازده فرسخ از اطراف به تبعیت شهر انهدام یافت و تاحال این قسم زلزله درین شهر اتفاق نیفتاده بود و از ثقات آن بلاد مسموع شد که در شهر و نواحی از اطفال و نسا و رجال از غریب و بومی دویست هزار نفر تخمین شد که بدارالقرار در آن قضیه فرار نمودند و اکثر خان‌ها مسدود شد و در همان شب تا صبح تخمیناً چهل مرتبه چنان زلزله شد که هرگاه عمارت و آبادی می‌بود، در هر دفعه اول بیش‌تر خرابی می‌شد. در اکثر کوه‌ها شکاف عظیم پیدا شد و در راه شبلی شکاف طولانی که قریب به هفت فرسخ طول داشت به هم رسید و از مشاهیر آن شهر که در زیر نقاب تراب محتجب شدند، علامةالعما ملاابوعلی مراغه‌ای و قدوةالفضلا آقامیرزابابا و ملااسمعیل و میرزافضل‌الله طبیب و عمدةالامرا فضلعلی‌بیک خلف بندگان سکندرشأن نجفقلی‌خان دنبلی بیگلربیگی دارالسلطنه بود که همهٔ ایشان از جملهٔ بی‌نظیران زمانه بودند و تا ده دوازده سال در آن دیار زمین در زلزله و مردم در ولوله بود. از اول زلزله تا ششم صفرالمظفر آن سال هر شبانه‌روز تخمیناً سی و چهل مرتبه زلزله می‌شد، نهایت مخرب نبود. اما در روز شنبه ششم شهر مزبور یک ساعت از زوال گذشته و ایضاً در شب یک‌شنبه چهاردهم ماه مزبور سه ساعت تخمیناً از شب گذشته، زلزلهٔ شدیدی واقع شد که کم‌تر از اول نبود.

میرزاحسن طباطبایی تبریزی (منشی اسرار) در سفرنامهٔ «تبصرةالمسافرین» دربارهٔ این زمین‌لرزه می‌نویسد:
...چند مرتبه زلزلهٔ شدید در شهر تبریز اتفاق افتاده که صدمهٔ کلی و خسارت مالی و جانی به اهل شهر رسیده، از این زلزلهٔ اخیره به شهر تبریز خرابی کلی روداده، قریب چهل هزار نفر از نفوس محترمه تلف شدند. لیلهٔ شنبه سلخ شهر ذی‌الحجةالحرام سنهٔ ۱۱۹۳ (ه.ق.) دو ساعت از شب رفته بوده‌است که ابنیهٔ رفیعه و آثار عالیه خراب و منهدم شده‌اند. عمارات شنب‌غازان، مسجد معروف صاحب‌الامر علیه‌السلام، مسجد جامع طولانی، مدرسهٔ سیدحمزه، مدرسهٔ صادقیه و طالبیه، طاق خواجه تاج‌الدین علیشاه، قلعه و مسجد و مدرسهٔ رشیدیه، مسجد جامع جهانشاه...

نجفقلی‌خان پس از دفن مردگان و بیرون‌آوردن دارایی‌ها از زیرخاک، خانوادهٔ خود را روانهٔ خوی کرد و در بهار سال بعد برای حفاظت تبریز در مقابل افشار، شقاقی‌ها و کردها، شروع به ساختن برج و باروی این شهر کرد. این بارو هم‌چنین دوازده دروازه داشت. وی به فرزندش عبدالرزاق‌بیگ در این‌باره می‌نویسد:
روزی با جان ناخشنود و تن محنت ندوز و ضعف حال برباره.... سوار شد و در رکابش نزدیکان حضرت و خدام بانام، اطراف خرابه‌های شهر را طواف فرمود و چون در بنای عمارت و طرح‌ریزی قلعه و حصار مهارتی کامل داشت... طرح قلعهٔ جدیدی که اکنون موجود است و اساسش اندراسی یافته به ملاحظهٔ اهل‌تنجیم به طالع اسد بنا فرمود... بالجمله چون محل بروج و حصار را به نظر امعان آورد، ساختن بعضی را به عهدهٔ... یکی از اعیان که در سمت محلت او واقع بود... بازگذاشت. زرها برخاک ریخت، بنا و عملهٔ بی‌شمار از شهر و نواحی برای این کار شگرف برانگیخت.

در کتاب «ریاض‌الجنه دربارهٔ قلعهٔ تبریز این‌چنین نوشته شده‌است:
در همان‌سال بیگلربیگی سابق‌الذکر به امداد شهریار شهید فردوس‌مکان، احمدخان دنبلی انارالله برهانه، به طالع اسد باروی بزرگی به دور شهر در کمال استحکام و امتیاز کشیده، به عمارت مشغول شدند. مولانا تائب خویی در تاریخ «حصار سکندر ثانی» یافتند... کاتب حروف می‌گوید، اکنون همهٔ آثار قدیمه خرابست و شهریار شهید احمدخان دنبلی به عمارت مسجد جامع بزرگ مشغول بودند، تمام‌نشده به روضهٔ رضوان شتافتند و حالا هم ناتمام است و نیز درین اوقات بندگان ذی‌شوکت و شأن جعفرقلی‌خان دنبلی، خلف ارشد ارجمندخان شهید فردوس‌مکان ادام‌الله ایام شوکته، معماران نیکوکار و مهندسان کارگزار مقرر فرموده به عمارت مسجد مشهور به مسجد صاحب‌الزمان اشتغال دارند. نزدیک است که با تمام برسد، بسیار سنگین‌تر و رنگین‌تر از عمارت اولی می‌شود و متعلقات چندی هم به عمارت اول افزوده‌اند و سه هزار تومان تخمیناً صرف و خرج آن اساس فیض کریاس می‌گردد. بعضی از نکته‌سنجان تاریخ آن مسجد را «ز حکم خان شد این مسجد آباد» (۱۲۰۸ ه.ق.) یافته‌اند.

قلعهٔ جدید تبریز کوچک‌تر از قلعهٔ قدیم بوده و «جان مکدونالد کینتیر» در سال ۱۲۱۶، شمار ساکنان آن را ۳۰٬۰۰۰ نفر اعلام می‌کند. نادرمیرزا در این‌باره می‌نویسد:
این درست است. من به‌سال پنجاه و شش یا به شصت پس از یک‌هزار و دویست از چند پیرمرد شنیدم که از تاریخ زلزلهٔ آخرین داستان همی گفتند. کم‌تر از این شماره و این نشان می‌دهد که شهر پس از این زمین‌لرزه تا چه اندازه کوچک و کم‌جمعیت شده بوده‌است.

هم‌چنین بنابه نوشتهٔ نادرمیرزا در کتاب «تاریخ و جغرافیای دارالسطلطنهٔ تبریز»، جمعیت در این حادثه حدود چهارهزار و سی نفر کم‌تر شده‌است:
...من طوماری دیدم و اکنون در نزد منست که به فرمان خاقان شهید، تبریز و نواحی آن را بازدید کرده و خراج نهاده به خاتم همان دبیر که میرزا احمد اردلانی بود، مختوم. سرشمار نیز بدین شهر کرده و خراج نهاده، آن‌گاه درین شهر چهار هزار و سی سر شمرده از بومیان و از آن عدد، دوهزار و سی نفر وضع کرده به‌نام سادات و علما و فقرا و اعیان و غربا و بر دوهزار نفس مال فرود آورده. مرا این درست است؛ زیرا آن دبیر با آن سطوت خاقان شهید نتوانستی چیزی پوشیده دارد.